# ایب ویگودا

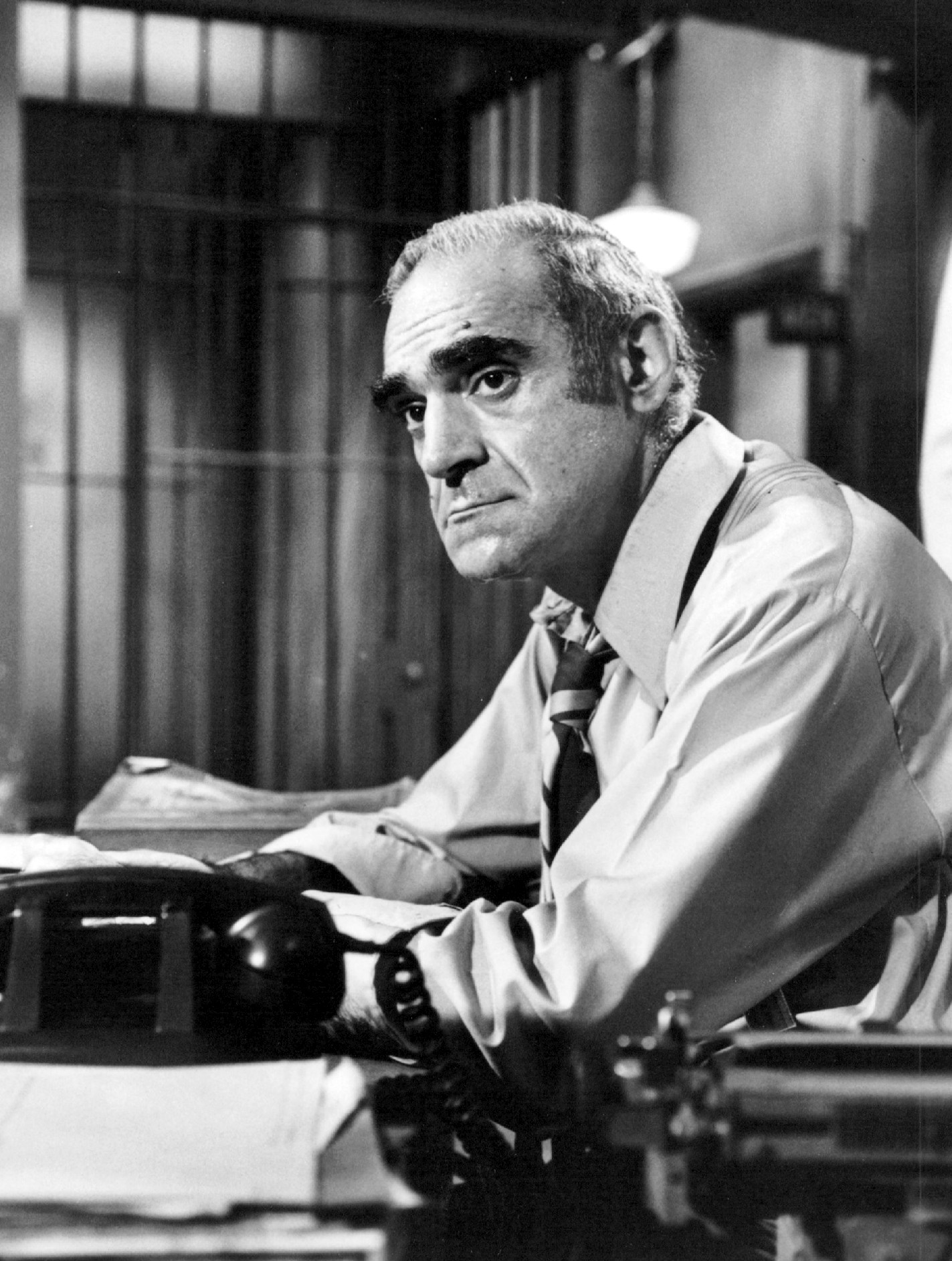

اِیب ویگودا (انگلیسی: Abe Vigoda؛ زادهٔ ۲۴ فوریهٔ ۱۹۲۱- ۲۶ ژانویه ۲۰۱۶) هنرپیشه اهل ایالات متحده آمریکا بود. آبراهام ویگودا بازیگر آمریکایی بود که برای بازی در نقش سالواتور تسیو در فیلم پدرخوانده (۱۹۷۲) و فیل فیش در سریال‌های بارنی میلر (۱۹۷۵–۱۹۷۷، ۱۹۸۲) و فیش (۱۹۷۷–۱۹۷۸) معروف شد. حرفه بازیگری او از سال ۱۹۴۷ با اجرا در تئاتر آمریکن تئاتر وینگ آغاز شد و در دهه‌های ۱۹۶۰ و ۱۹۷۰ در تولیدات برادوی ادامه یافت.

## زندگی اولیه و تحصیلات
ویگودا در ۲۴ فوریه ۱۹۲۱ در بروکلین، نیویورک متولد شد. او فرزند ساموئل ویگودا و لنا موسی‌ز، مهاجران یهودی روسیه‌تبار بود. پدرش خیاط بود و دو پسر دیگر به نام‌های‌های و بیل داشت. بیل در دهه ۱۹۴۰ به عنوان طراح کمیک بوک برای آرچی کامیکس و دیگران فعالیت می‌کرد.
پس از ترک مدرسه، ویگودا به عنوان چاپگر کار کرد و سپس در سال ۱۹۴۳ به ارتش آمریکا پیوست و در جنگ جهانی دوم خدمت کرد. پس از پایان خدمت، با استفاده از مزایای قانون جی.آی. بیل، در انجمن تئاتر آمریکا به تحصیل بازیگری پرداخت. در اواخر دهه ۱۹۴۰، کار در رادیو را آغاز کرد و اولین حضور تلویزیونی خود را در یک قسمت از سریال درام زنده «استودیو وان» تجربه کرد.

## حرفه
ویگودا بازیگری را از دهه ۲۰ سالگی در تئاتر آمریکن وینگ آغاز کرد. فعالیت حرفه‌ای او از سال ۱۹۴۷ شروع شد.
در اواخر دهه ۱۹۶۰ و اوایل ۱۹۷۰ با بازی در نمایش‌های برادوی مانند «مارا/ساد» (۱۹۶۷)، «مرد در غرفه شیشه‌ای» (۱۹۶۸)، «بازجویی» (۱۹۷۰) و «سخت‌گیری برای دریافت کمک» (۱۹۷۲) شناخته شد.
مشهورترین نقش سینمایی او سالواتور تسیو در «پدرخوانده» (۱۹۷۲) بود. او همچنین در فلش‌بک پایانی «پدرخوانده قسمت دوم» ظاهر شد.
ویگودا در نقش فیل فیش در سریال «بارنی میلر» (۱۹۷۵–۱۹۷۷) به شهرت رسید. محبوبیت این شخصیت منجر به ساخت سریال اسپین آف «فیش» (۱۹۷۷–۱۹۷۸) شد.

## گزارش‌های اشتباه دربارهٔ مرگ
پیش از مرگ واقعی ویگودا در ژانویه ۲۰۱۶، چندین بار به اشتباه مرگ او اعلام شده بود. این موضوع به یک شوخی تبدیل شده بود که خود ویگودا هم در آن مشارکت می‌کرد.
در سال ۱۹۸۲، مجله پیپل به اشتباه گزارش داد که ویگودا فوت کرده است. در آن زمان ویگودا ۶۰ ساله در حال اجرای یک نمایش در کلگری بود. او با شوخی به این موضوع واکنش نشان داد و در یک تابوت نشست در حالی که نسخه اشتباه مجله را در دست داشت عکس گرفت.
در سال ۱۹۸۷ نیز یک گزارشگر تلویزیونی به اشتباه از او با عنوان «آبراهام ویگودای مرحوم» نام برد.
شوخی‌های ادامه‌دار:
- در سال ۱۹۹۷ در فیلم «گود برگر» بازی کرد و در آن به شوخی گفت: «من باید سال‌ها پیش می‌مردم»
- در یک برنامه دیوید لترمن، ویگودا وارد شد و گفت: "من هنوز نمرده‌ام، احمق!"
- در سال ۲۰۰۱ یک وبسایت ایجاد شد که فقط وضعیت زنده/مرده بودن ویگودا را گزارش می‌داد
- در سال ۲۰۱۰ در یک تبلیغ سوپر بول همراه بتی وایت (هر دو ۸۸ ساله) ظاهر شد
- در اکتبر ۲۰۱۳ در سن ۹۲ سالگی در کنسرت گروه فیش در آتلانتیک سیتی حضور یافت

این شوخی‌ها تا پایان عمر ویگودا ادامه داشت و خود او هم با شوخ‌طبعی به آنها واکنش نشان می‌داد.

## زندگی شخصی
ویگودا در اولین ازدواج خود با سونیا گولکه صاحب یک دختر به نام کارول شد. این ازدواج به طلاق انجامید. ازدواج دوم او با بئاتریس شای از سال ۱۹۶۸ تا زمان مرگ همسرش در سال ۱۹۹۲ ادامه داشت.
ویگودا به بازی هندبال علاقه داشت و در یک مصاحبه عنوان کرد که در جوانی «تقریباً» قهرمان این ورزش بوده است.

## گزیده فیلم‌شناسی
از فیلم‌ها یا برنامه‌های تلویزیونی که وی در آن نقش داشته است می‌توان به آثار زیر اشاره کرد.
- سه اتاق در منهتن (۱۹۶۵)
- پدرخوانده (۱۹۷۲)
- پدرخوانده: قسمت دوم (۱۹۷۴)
- لباس ساده (۱۹۸۸)
- ببین کی داره حرف می‌زنه (۱۹۸۹)
- جو در برابر آتشفشان (۱۹۹۰)
- بتمن: نقاب شبح (۱۹۹۳)
- شمال (۱۹۹۴)
- وظیفه هیئت منصفه (۱۹۹۵)
- پخش زنده شنبه شب (۱۹۹۶)
- دنیای مردگان (فیلم ۱۹۹۶) (۱۹۹۶)
- سایه‌های تاریک (۱۹۶۹)
- توما (مجموعه تلویزیونی) (۱۹۷۳)
- هاوایی فایو-او (۱۹۷۴)
- زن بیونیک (۱۹۷۶)
- کارآگاه راکفورد (۱۹۷۸)
- لوک خوش‌شانس (۱۹۹۳)
- آخر شب با کونان اوبراین
- برگر خوب(۱۹۹۷)
- فقط بلیط (۱۹۹۸)

## درگذشت
آبراهام ویگودا در ۲۶ ژانویه ۲۰۱۶، یک ماه پیش از نود و پنجمین سالگرد تولدش، به‌طور طبیعی در خواب در خانه دخترش کارول فاکس در وودلند پارک، نیوجرسی درگذشت. او برای در امان ماندن از کولاک برف به آنجا رفته بود.
مراسم تشییع جنازه در ۳۱ ژانویه ۲۰۱۶ با حضور چهره‌هایی همچون کمدین گیلبرت گاتفرید و دیوید دینکینز، شهردار سابق نیویورک برگزار شد. ویگودا در گورستان بث دیوید در المونت، نیویورک به خاک سپرده شد.
در مراسم اسکار ۲۰۱۶، نام ویگودا در بخش یادبود برنامه گنجانده نشد که این موضوع با واکنش‌هایی همراه بود.